# 見沼代親水公園站
見沼代親水公園站（日语：／ Minumadai-shinsui-kōen eki */?）是位於日本東京都足立區舍人二丁目，屬於東京都交通局日暮里-舍人線的鐵路車站。車站編號是NT 13。
本站為東京23區內的最北端車站，也是東京都交通局旗下車站當中位於最北端者。

## 車站結構
島式月台1面2線高架車站。

### 月台配置
| 月台 | 路線          | 目的地     |
| ---- | ------------- | ---------- |
| 1、2 | 日暮里-舍人線 | 日暮里方向 |

## 使用情況
2016年度的1日平均上下車人次為12,301人（上車人次 6,191人、下車人次 6,110人）。日暮里-舍人線的上下車人次於日暮里站、西日暮里站排行第3位。此站位於足立區，但也有許多埼玉縣居民使用。
開業以來的1日平均上下、上車人次推移如下表。
| 年度               | 1日平均 上下車人次 | 1日平均 上車人次 | 來源     |
| ------------------ | ------------------ | ---------------- | -------- |
| 2008年（平成20年） | 7,667              | 3,772            | [ * 1 ]  |
| 2009年（平成21年） | 7,938              | 3,996            | [ * 2 ]  |
| 2010年（平成22年） | 8,591              | 4,327            | [ * 3 ]  |
| 2011年（平成23年） | 8,935              | 4,504            | [ * 4 ]  |
| 2012年（平成24年） | 9,288              | 4,680            | [ * 5 ]  |
| 2013年（平成25年） | 10,161             | 5,114            | [ * 6 ]  |
| 2014年（平成26年） | 10,722             | 5,389            | [ * 7 ]  |
| 2015年（平成27年） | 11,638             | 5,858            | [ * 8 ]  |
| 2016年（平成28年） | 12,301             | 6,191            | [ * 9 ]  |
| 2017年（平成29年） | 13,013             | 6,550            | [ * 10 ] |
| 2018年（平成30年） | 13,371             | 6,730            | [ * 11 ] |
| 2019年（令和元年） | 13,719             | 6,903            | [ * 12 ] |
| 2020年（令和2年）  | 10,856             | 5,464            |          |
| 2021年（令和3年）  | 11,348             | 5,716            |          |
| 2022年（令和4年）  | 12,258             | 6,178            |          |

## 車站周邊
- 舍人冰川神社
- 見沼代親水公園
- 舍人二橋

## 相鄰車站
東京都交通局
 日暮里-舍人線
舍人（NT 12）－見沼代親水公園（NT 13）

## 外部連結
- 見沼代親水公園站 （页面存档备份，存于） - 東京都交通局